# NGC 4539
NGC 4539 (другие обозначения — UGC 7735, MCG 3-32-71, ZWG 99.92, PGC 41839) — спиральная галактика с перемычкой (SBa) в созвездии Волосы Вероники. Открыта Джоном Гершелем в 1834 году.
Этот объект входит в число перечисленных в оригинальной редакции «Нового общего каталога».
В ядре галактики не обнаружен ядерный звёздный диск. Галактика наклонена к лучу зрения на угол около 75°. Она входит в группу галактик M87, насчитывающую около 100 членов и входящую, в свою очередь, в скопление Девы.